# Imre Nyéki
Imre Nyéki (1º novembre 1928 – 27 marzo 1995) è stato un nuotatore ungherese, specializzato nello stile libero.

## Palmarès

### Olimpiadi
- Argento a Londra 1948 nella staffetta 4x200 metri stile libero maschile.

### Europei
- Oro a Torino 1954 nei 100 metri stile libero.
- Oro a Torino 1954 nella staffetta 4x200 metri stile libero.
- Bronzo a Monte Carlo 1947 nei 100 metri stile libero.
- Bronzo a Budapest 1958 nella staffetta 4x200 metri stile libero.